# Brian Bonsall

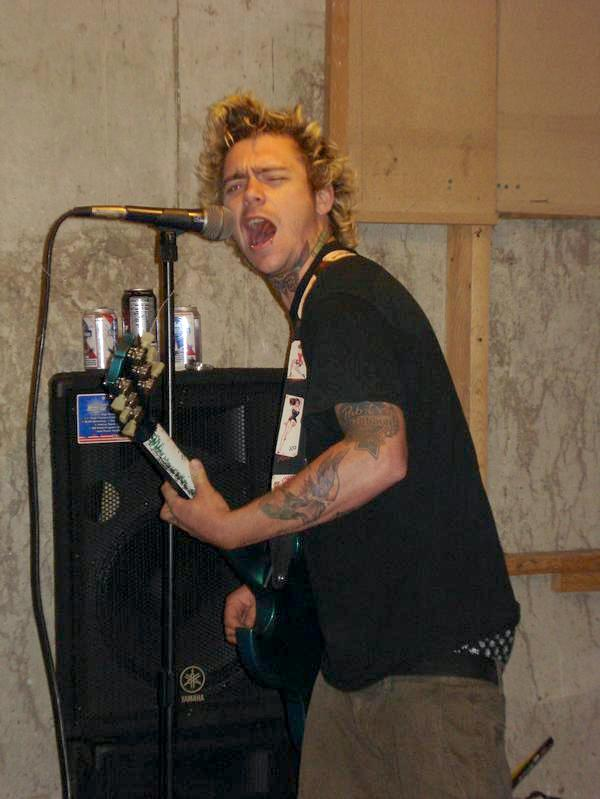
Brian Bonsall

Brian Eric Bonsall (* 3. Dezember 1981 in Torrance, Kalifornien, USA) ist ein US-amerikanischer Filmschauspieler und Sänger.

## Leben und Karriere
Brian Bonsall ist der Sohn von Garth Bonsall und Kathleen Larkin, und Bruder von Jennifer Bonsall.
Er ist seit seinem sechsten Lebensjahr Schauspieler. Sein Debüt gab er 1987 in der Comedyserie Familienbande, in der er neben Michael J. Fox den Charakter des „Andrew Keaton“ verkörperte.
Seit dieser Zeit war Bonsall ein gefragter Kinderdarsteller. So verkörperte er 1993 an der Seite von Patrick Swayze „Eddie Charles“ in der Filmkomödie Vater mit kleinen Fehlern und 1994 „Preston Waters“ in Mac Millionär – Zu clever für ’nen Blanko-Scheck.
Seine bekannteste Rolle in einer Fernsehserie war jene des „Alexander Rozhenko“ in der Science-Fiction-Serie Raumschiff Enterprise: Das nächste Jahrhundert.
Andere bekannte Fernsehserien, in denen Bonsall als Gastdarsteller mitwirkte, waren Booker und Parker Lewis – Der Coole von der Schule.
1998 gründete der 17-jährige zusammen mit Freunden die Band Late Bloomers, und hatte vor, auch künftig Musik zu machen. Heute lebt Bonsall in Boulder (Colorado) und ist Mitglied der Musikband Thruster. Er hat nicht mehr vor, als Schauspieler tätig zu sein.
Bonsall war auch ein Jahr auf der Militärakademie des US-Bundesstaats Missouri.

### Probleme mit dem Gesetz
Brian Bonsall geriet wiederholt mit dem Gesetz in Konflikt. 2001 wurde er wegen Fahrens unter Alkoholeinfluss verhaftet, der Führerschein ihm abgenommen. 2004 wiederholte sich der Vorfall, allerdings hatte der Ex-Schauspieler keinen gültigen Führerschein bei sich. Im April 2007 sorgte Bonsall für Aufsehen, als er verhaftet wurde, nachdem er seine Freundin bedroht und sie sogar tätlich attackiert hatte.
Im Juni 2008 wurde Bonsall beschuldigt, Bewährungsauflagen verletzt und nicht zu Alcotests erschienen zu sein. Am 16. Juli 2008 hätte er zu einer Anhörung vor Gericht erscheinen sollen, erschien jedoch nicht. Es wurde ein Haftbefehl gegen ihn erlassen, und eine Kaution in der Höhe von 2500 Dollar über ihn verhängt.
Nach über einem Jahr, in dem sich Bonsall auf der Flucht befand, wurde er am 5. Dezember 2009 in Boulder verhaftet, als er in einer Bar einen seiner Freunde mit dem Holzbein eines Barhockers schwer verletzt hatte. Brian Bonsall habe eine Bipolare Störung, so die Polizei; auch sei er drogen- und alkoholabhängig. Er wurde bis zur Prozesseröffnung wieder auf freien Fuß gesetzt, doch bereits am 19. Februar 2010 wegen des Besitzes von Marihuana wiederum verhaftet. Am 9. April 2010 wurde Bonsall von einem Gericht in Boulder wegen menacing (dt.: Bedrohung) zu einer zweijährigen Bewährungsstrafe verurteilt.

## Filmografie
- 1986–1989: Jede Menge Familie (Family Ties)
- 1988: Go Toward the Light
- 1989: Wer hat Angst vorm schwarzen Mann? (Do You Know the Muffin Man?)
- 1990: Engel des Todes (Angel of Death)
- 1990: Mother Goose Rock 'n' Rhyme
- 1991: Teuflisches Komplott (False Arrest)
- 1992: Mikey (Hauptrolle)
- 1992: Parker Lewis – Der Coole von der Schule (Parker Lewis Can't Lose, 1 Gastauftritt als Andrew Keaton)
- 1992–1994: Raumschiff Enterprise: Das nächste Jahrhundert (Star Trek: The Next Generation, 7 Gastauftritte als Alexander Rozhenko)
- 1993: Distant Cousins
- 1993: Vater mit kleinen Fehlern (Father Hood)
- 1994: Mac Millionär – Zu clever für ’nen Blanko-Scheck (Blank Check)
- 1994: Daddy schafft sie alle (Father and Scout)
- 1994: Lily in Winter